# Craugastor taylori
Espèce
Synonymes
- Eleutherodactylus taylori Lynch, 1966

Statut de conservation UICN

 CR  : 
En danger critique
Craugastor taylori est une espèce d'amphibiens de la famille des Craugastoridae.

## Répartition
Cette espèce est endémique du Chiapas au Mexique. Elle se rencontre à Rayón.

## Étymologie
Cette espèce est nommée en l'honneur d'Edward Harrison Taylor.

## Publication originale
- Lynch, 1966 : A new species of Eleutherodactylus from Chiapas, Mexico (Amphibia, Leptodactylidae). Transactions of the Kansas Academy of Science, vol. 69, no 1, p. 76-78.